# Kristi förklarings katedral, Zagreb
Kristi förklarings katedral (kroatiska: Katedrala Preobraženja Gospodnjeg, serbiska: Саборни храм Преображења Господњег/Saborni hram Preobraženja Gospodnjeg) är en kulturmärkt serbisk-ortodox katedral belägen i Petar Preradovićs torg i centrala Zagreb i Kroatien. 
Katedralen är helgad åt Kristi förklaring och är serbiskt-ortodoxa kyrkans främsta katedral i Kroatien.

## Historia
På platsen för dagens katedral fanns det sedan 1300-talet ett romersk-katolskt kapell vid namn Margareta. Då antalet serbisk-ortodoxa invånare i Zagreb växte bad stadens östortodoxa samfund 1793 att få köpa kapellet. Från 1794 var den i samfundets ägo. När stadens östortodoxa befolkning växte ytterligare uppstod ett behov av en större kyrkobyggnad. En ny kyrkobyggnad uppfördes därför år 1866 enligt ritningar av arkitekten Franjo Klein som var en av Zagrebs främsta arkitekter. Åren 1883–1884 renoverades den enligt ritningar av Hermann Bollé.

## Bilder

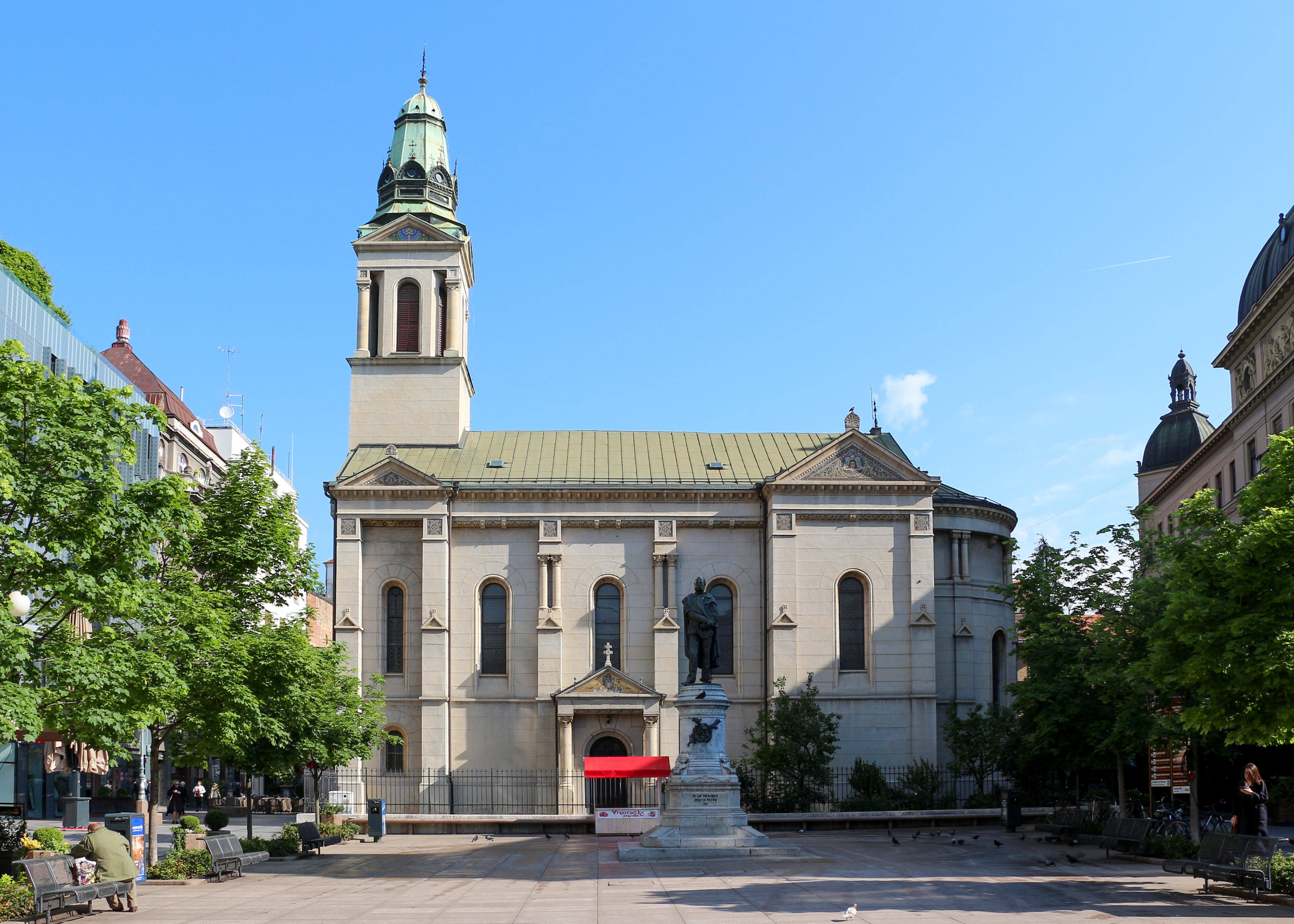
Katedralen från sidan.
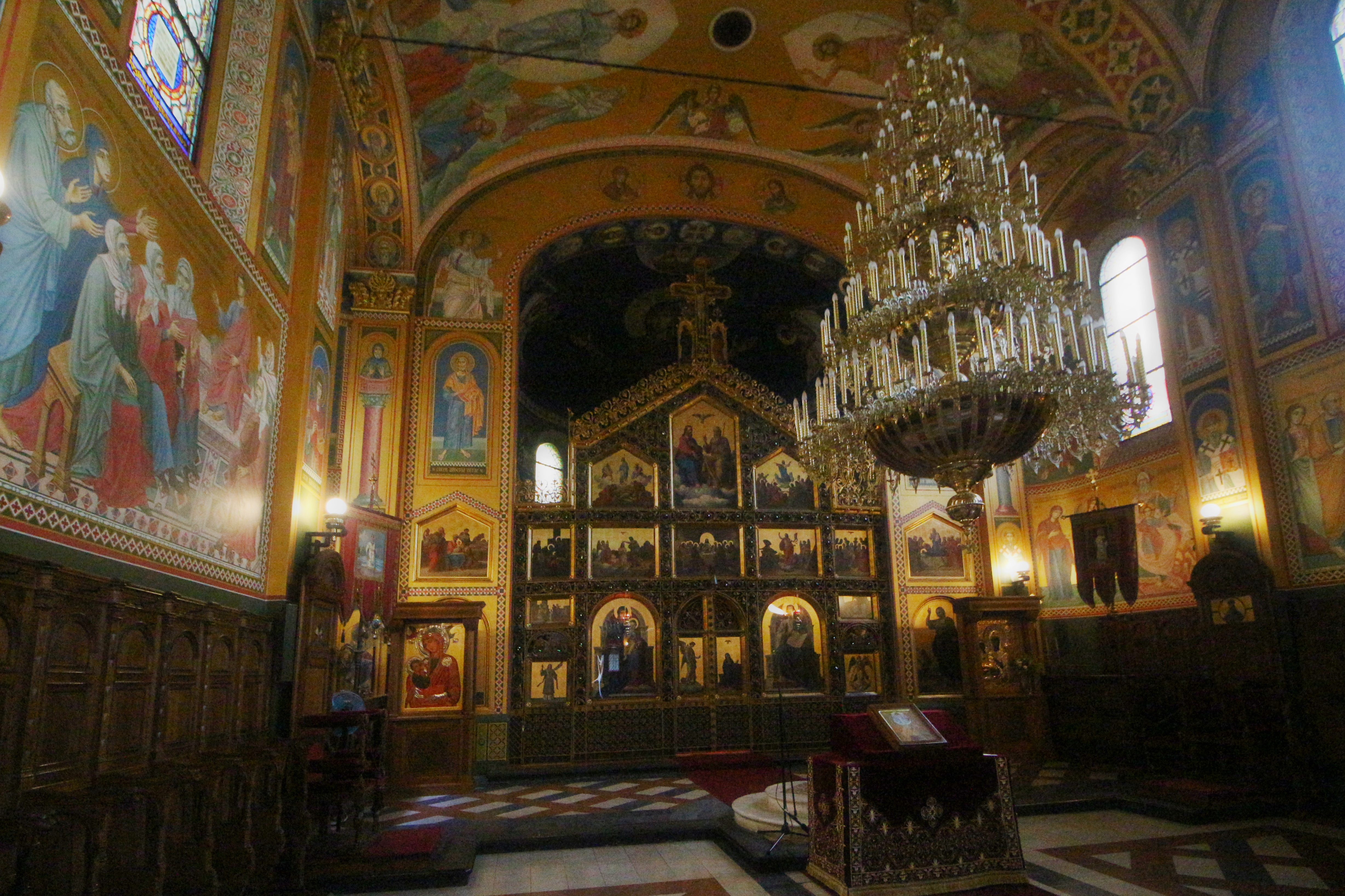
Katedralens interiör mot ikonostasen.
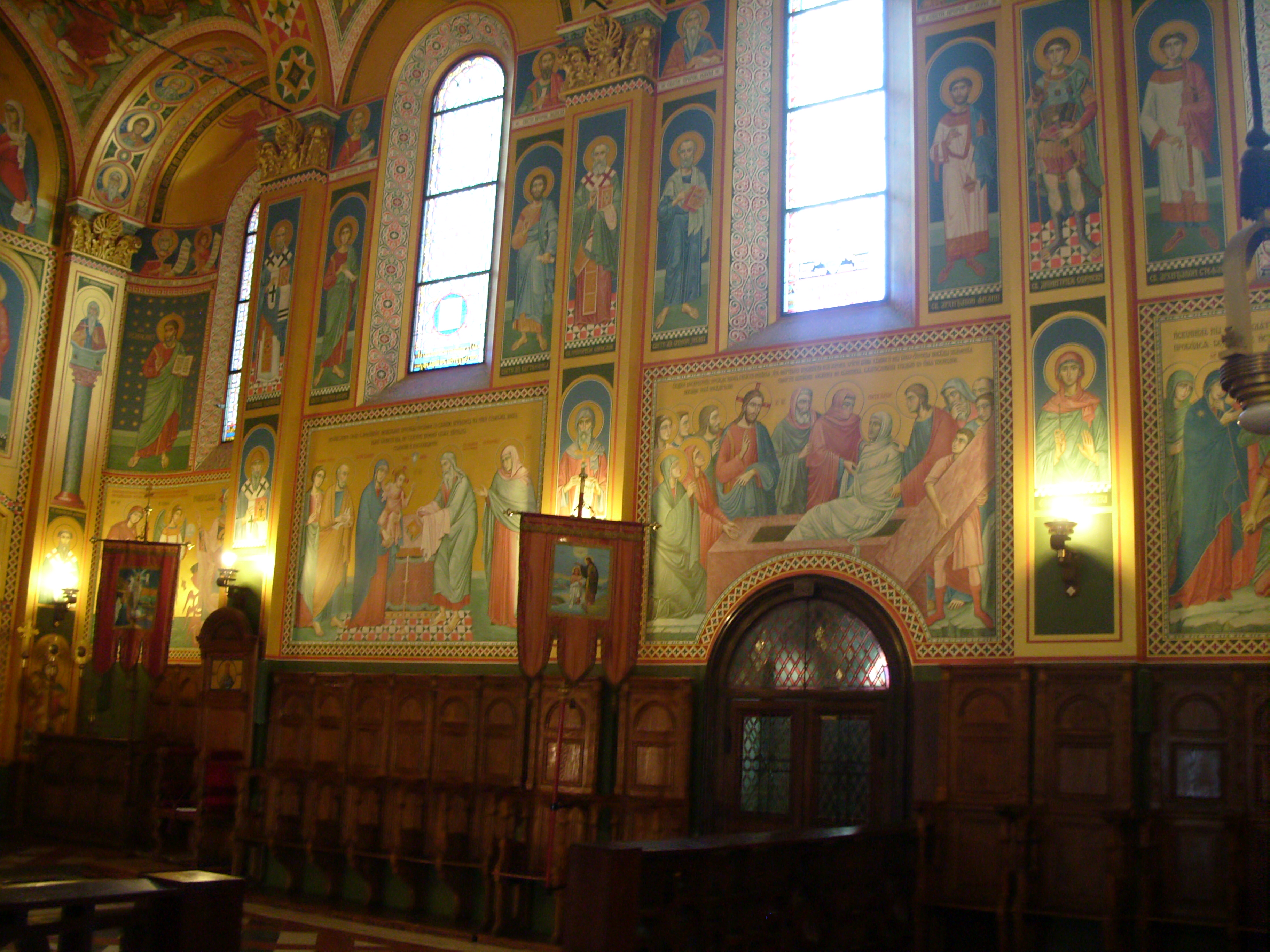
Interiör.
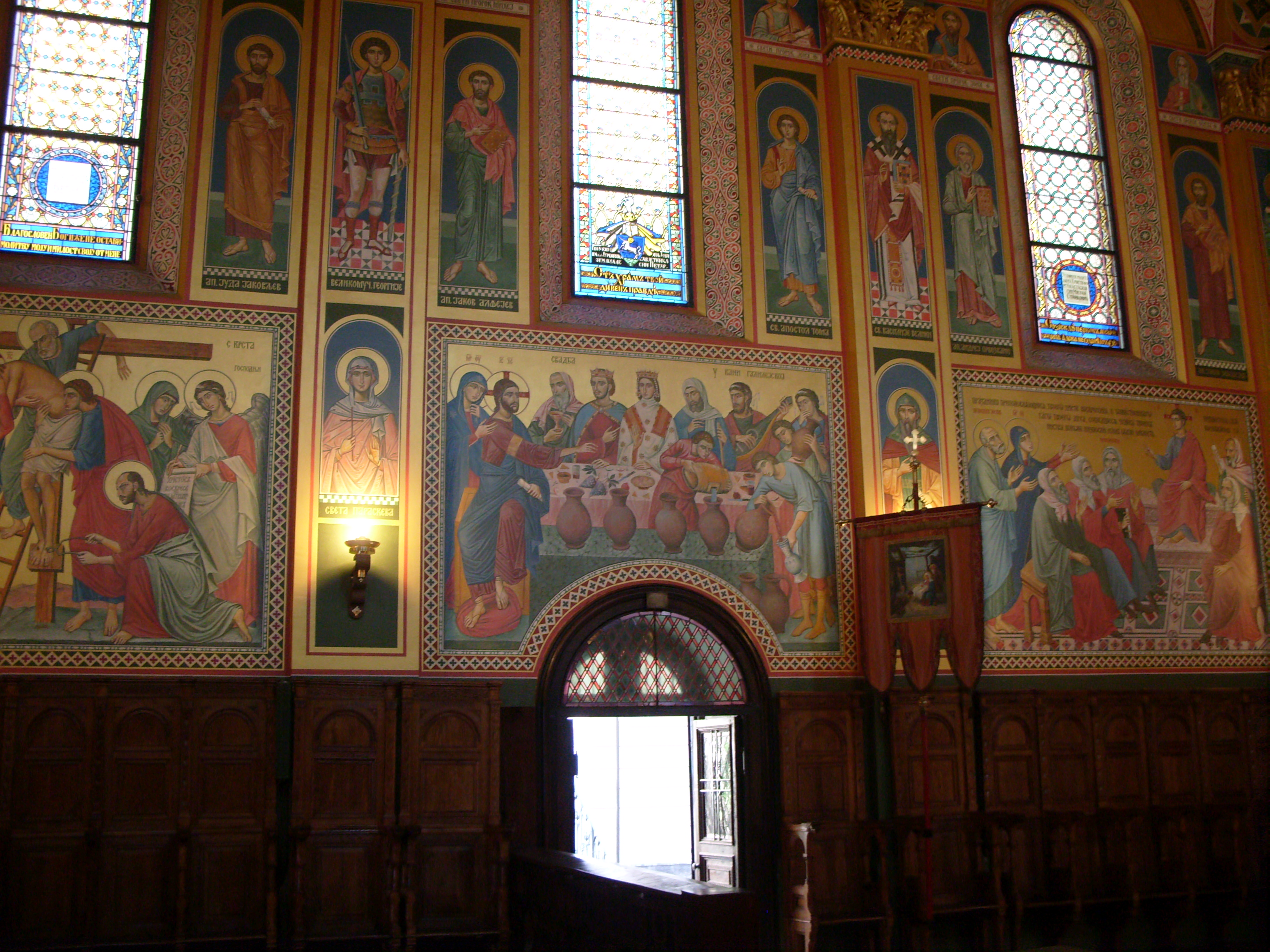
Interiör.
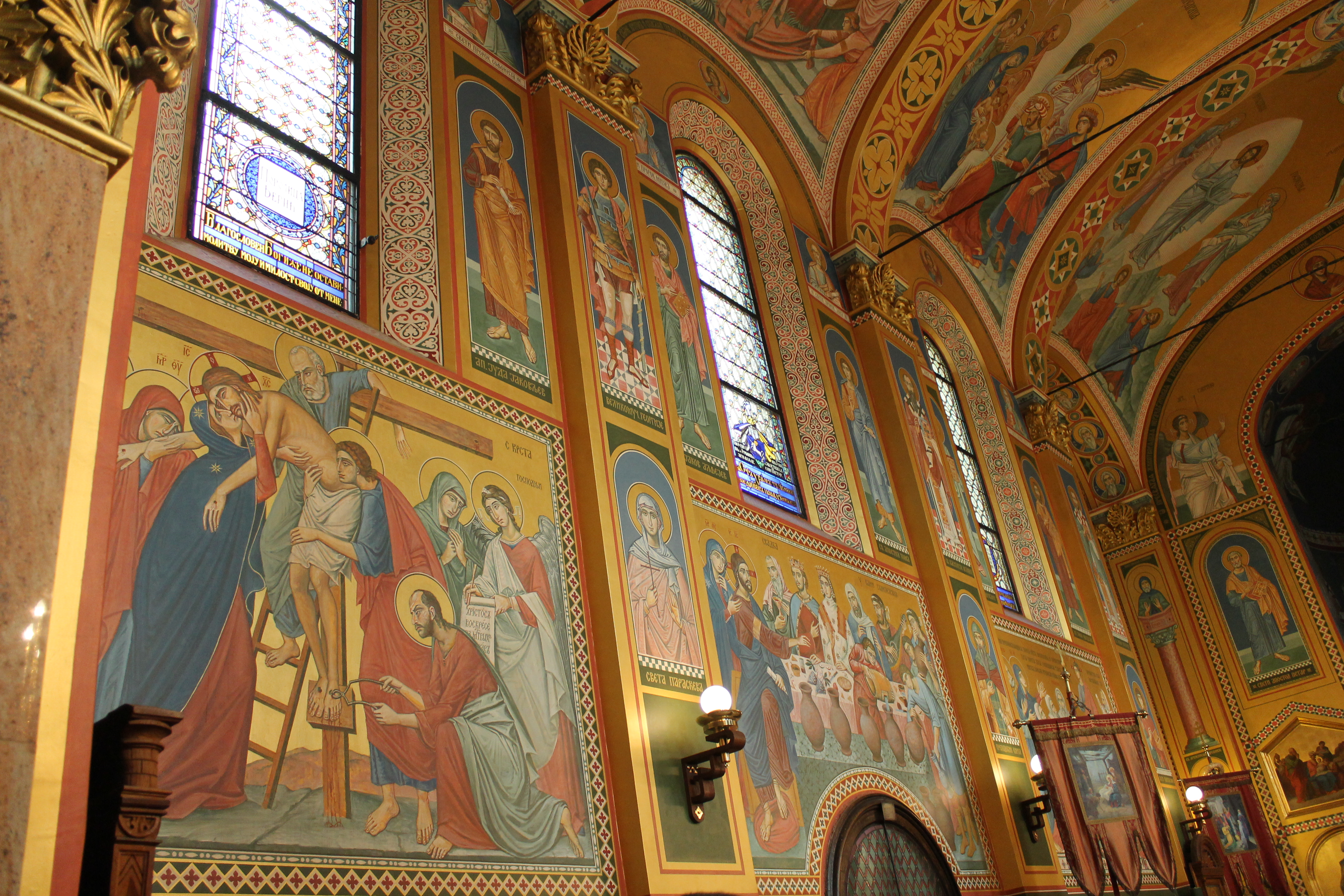
Interiör.
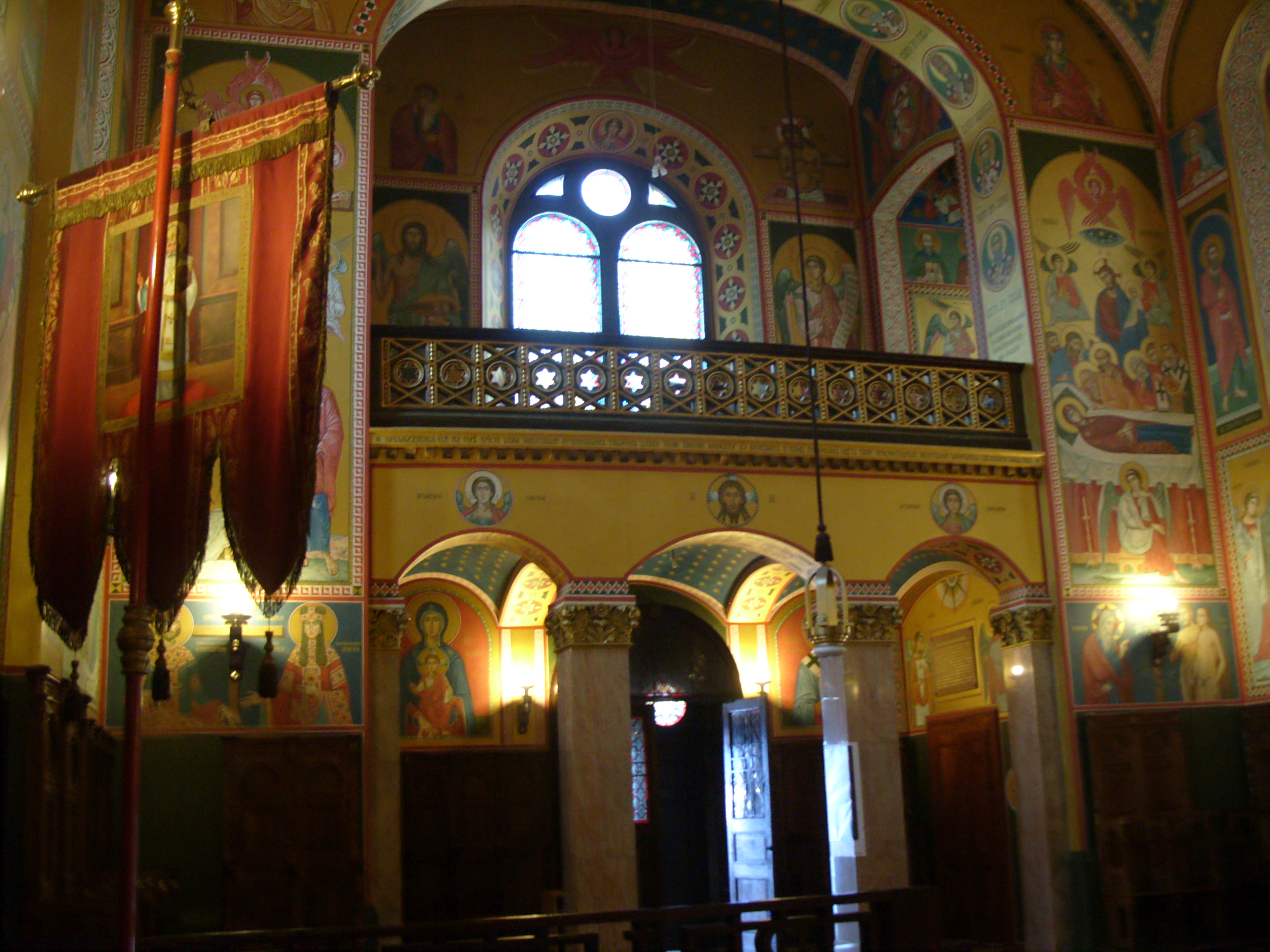
Bakre delen av katedralens Interiör.